# Пежиштеле
Пежиштеле (рум. Păjiștele) — село у повіті Горж в Румунії. Входить до складу комуни Скела.
Село розташоване на відстані 232 км на захід від Бухареста, 13 км на північ від Тиргу-Жіу, 99 км на північний захід від Крайови.

## Населення
За даними перепису населення 2002 року у селі проживали 13 осіб, усі — румуни. Усі жителі села рідною мовою назвали румунську.